# Khatai raion
Khatai raion (azerbajdzjanska: Xətai Rayonu) är en kommun i Azerbajdzjan.   Den ligger i distriktet Baku, i den östra delen av landet. Huvudstaden Baku ligger i Khatai raion.
Runt Khatai raion är det i huvudsak tätbebyggt. Runt Khatai raion är det tätbefolkat, med 982 invånare per kvadratkilometer.